# Don Juan de Serrallonga
Don Juan de Serrallonga es una película española de género romántico de aventuras estrenada en 1949 en el Palacio de la Música de Madrid. Fue dirigida por Ricardo Gascón y protagonizada en los papeles principales por Amedeo Nazzari, María Asquerino, José Nieto y Félix de Pomés.
Está basada en la novela homónima de Víctor Balaguer publicada en 1868, sobre la figura de Serrallonga, un bandolero del siglo XVII, que actuaba en la Sierra de las Guillerías, cerca de los Pirineos catalanes.
La película obtuvo un premio económico de 250.000 ptas.,  en los premios del Sindicato Nacional del Espectáculo correspondientes a la temporada 1947-48.
Existió una versión anterior de 1910, actualmente inédita, dirigida por Ricardo de Baños y Albert Marro.

## Sinopsis
Don Juan de Serrallonga, un famoso bandolero del siglo XVII se refugia en las montañas de la sierra de Las Guillerías para combatir al gobernador Carlos de Torrellas, hermano de su amada Juana de Torrellas. El asesinato de su padre le hizo rebelarse socialmente y liderar una banda dedicada al pillaje, pero también con ideales políticos, con los que luchó para recuperar el honor de su apellido y luchar contra la injusticia.

## Reparto
- Amedeo Nazzari como Don Juan de Serrallonga
- María Asquerino como Juana de Torrellas
- José Nieto como Fadrí de Sau
- Félix de Pomés como Carlos de Torrellas
- Fernando Sancho como Tallaferro
- Alfonso Estela como Traidor
- Domingo Rivas como El encapuchado de las ruinas
- Manuel Requena como Posadero
- Joaquín Carrasco como	Padre de Don Juan
- Modesto Cid como Gerónimo Tull
- Arturo Cámara como Colmenar
- César Pombo como	Conde Duque de Olivares
- Joaquín Torró como Secretario de Olivares
- Juan Moreno Rigo como	Falso posadero
- Pedro Barcal como Don Luis
- Ricardo Martín como Guevara
- Miguel Alonso como Narro amigo de Tallaferro
- Juan Aristi Eulate como Cura en ejecución
- Marta Flores como Amiga de Juana en baile
- Pedro Mascaró como Emisario